# Radiosands
Radiosands ist eine klangbasierte Skulptur des deutsch-schweizerischen Künstlers Thom Kubli. Sie wurde von 2016 bis 2018 in Zusammenarbeit mit der ZHAW Zürich entwickelt und basiert als eine der ersten Klanginstallationen auf der Anwendung von Künstlicher Intelligenz.

## Beschreibung
Radiosands besteht aus 16 analogen Radioempfängern auf unterschiedlich hohen Stelen, die in Gruppen über den jeweiligen Ausstellungsraum verteilt sind. Die Radios auf ihren Ständern wirken anthropomorph. Die Anordnung von kleinen, scheinbar nach strategischen Prinzipien ausgerichteten Objekt-Gruppen, verstärkt die menschliche Anmutung.
Es sind Fragmente von aktuell laufenden Rundfunkprogrammen zu hören, die zusammenhängend wirken und deren inhaltliche Verbindungen bisweilen eigenwillig, humoristisch oder befremdlich erscheinen. Popmusik und Klassik, verschiedenartige Sprachbeiträge und Rauschen verweben sich zu einer kleinteiligen Metasprache. Dabei selektiert eine KI aus Sendungen verschiedener lokaler Radiostationen die Stellen, die nach ihren Kriterien relevant sind. Die Fragmente können wenige Millisekunden lang sein, aber auch aus ganzen Satz- oder Musikteilen bestehen. Die Frequenzskalen der Radio-Objekte sind hintergrundbeleuchtet und verändern je nach akustischer Situation ihre Farbtemperatur.
Über die räumliche Verteilung der Radios wird ein immersiver Klangraum erzeugt, der vom Publikum durchwandert werden kann. Je nach Position des Hörers ergibt sich das Gefühl von den auditiven Fragmenten umgeben oder darin eingeschlossen zu sein. Durch die wiederkehrende Kleinteiligkeit und hohe Geschwindigkeit der Klangpartikel entsteht die Anmutung von „thematischen Wolken“ oder „Blasen“ durch die das Publikum sich bewegen kann.

## Hintergrund
The question is, how can we deal with such an amount of information in so small doses, and how do we find a reference to what we consider to be real or reality? – Thom Kubli, 2019
Das Bending von Informationen ist zentrales Thema der Skulptur, die auf aktuelle Entwicklungen im Bereich von Deepfakes und digitalen Manipulationsmöglichkeiten reflektiert. Kubli prägte hierfür den Begriff der „Granularen Realität“, der Erfahrung von Wirklichkeit durch kleinste Teile – teils disparater – medialer Information, die zu einem zusammenhängenden Narrativ verschmelzen.
Radiosands orientiert sich nicht an bildgebenden Verfahren, sondern an Techniken der elektronischen Musikproduktion, wie der Granularsynthese und den frühen Collagen der Musique concréte. Die Mittel von Klangcollage und Microsounds werden um das Potential der Künstlichen Intelligenz erweitert und durch die physische Skulptur in den Raum projiziert.
Die KI wurde nach der Idee des Worldbuilding konzipiert – ein Prozess, der aus dem Science Fiction Genre stammt. Der Algorithmus lernt die vorgefundenen Informationen, trifft Entscheidungen gemäß seiner maschinellen Wahrnehmung und generiert damit seine eigene Wirklichkeit. Der Ansatz verfolgt die Erprobung ästhetischer Möglichkeiten, die sich aus der spezifischen Maschinen-Wirklichkeit ergeben. Er verweist gleichzeitig auf die Ambivalenz der Macht, die von der maschinellen Interpretation einer sozialen und politischen Realität ausgeht.

## KI
Radiosands scannt das gesamte Spektrum lokal verfügbarer Radiosender und wählt nach vorbestimmten Kriterien Audiostreams aus. Ähnlich gängiger Überwachungs-Praktiken werden dabei Sprachbeiträge auf sensible Begriffe abgesucht. Sie sind den Bereichen der politischen Entitäten, der Emotionen und der Wahrnehmung zugeordnet und reflektieren das aktuelle gesellschaftliche Leben. Gleichzeitig werden nicht-textliche Informationen wie Rauschen und Musik erkannt. Die KI entscheidet, welche der vorgefundenen Informationen hörbar gemacht werden und generiert dadurch in hoher Geschwindigkeit thematische Cluster. Ab 2017 wurde die KI-Pipeline in Zusammenarbeit mit dem Institut für Angewandte Simulation der Zürcher Hochschule für Angewandte Wissenschaften – ZHAW entwickelt.

## Radio als künstlerisches Medium
Kubli´s Entscheidung analoges Radio für die Installation zu verwenden, war von musikalischen Referenzen zu Künstlern wie John Cage und Max Neuhaus geprägt. Die Arbeit spielt aber auch mit der immanenten Selbsterneuerung von Information: Radiosands wird zu jedem zukünftigen Zeitpunkt einer Ausstellung wieder auf gesellschaftlich aktuellste Information zugreifen, da das Radio als omnipräsente und krisenfeste Technologie gilt. Auch wird es dem Anspruch „site-spezific“ zu sein durch die Verwendung von lokal ausgestrahlter Radioprogrammen immer wieder entsprechen.
Eine weitere Motivation, mit einer obsoleten Technologie wie dem analogen Radio zu arbeiten, lag für Thom Kubli in seiner geschichtlichen Bedeutung als Massenmedium. Seit seiner Erfindung wurde das Radio für die Umsetzung politischer Agenden und speziell in Kriegszeiten für Informationsverbreitung und Propaganda genutzt. Diese Einschreibungen werden in der Skulptur mit dem Einsatz der Radios als strategische Objekte wieder aufgegriffen.

## Wirkung
Ende Januar 2019 wurde eine erste Version der Installation in der Fahrbereitschaft der Haubrok Foundation vorgestellt. Am 2. Mai 2019 hatte Radiosands seine offizielle Premiere als Einzelausstellung im Haus der elektronischen Künste (HeK) in Basel. In Folge wurde die Arbeit von Tina Sauerländer für das Haus am Lützowplatz (HaL) in Berlin kuratiert, wo sie vom 22. August bis zum 1. September 2019 gezeigt wurde. Im direkten Anschluss war Radiosands auf dem Ars Electronica Festival in Linz als Hauptarbeit der thematischen Ausstellung zu sehen. Das Festival zählte rund 110 000 internationale Besucher.
Radiosands erzeugte beim Publikum ambivalente Reaktionen. Neben äußerst positiven Rückmeldungen zu Skulptur und Klangästhetik, löste vor allem die Kleinteiligkeit und Geschwindigkeit der maschinell generierten Themencluster bisweilen Befremden aus. In einem Interview beschreiben die Kuratoren der Ars Electronica Gerfried Stocker und Christl Baur Radiosands als wegweisende Arbeit in Bezug auf die Manipulierbarkeit menschlicher Sprache. Tina Sauerländer schreibt hierzu: „Radiosands reflektiert die Generierung, Verteilung und Wahrnehmung von Informationen im digitalen Zeitalter. Unabhängig vom Medium durchlaufen alle Informationen einen mehrfachen Filterungsprozess, bis die Empfänger sie wahrnehmen. Aus den bei uns ankommenden Bruchstücken generieren wir eine sinnhafte Narration unserer Wirklichkeit.“

## Aufbau Radio-Objekte
Die Radioempfänger wurden eigens für die Installation entwickelt und produziert. Sie bestehen aus schwarzem MDF und empfangen analoge UKW-Radiofrequenzen. Der Klang jedes Radios kann digital ein- und ausgeschaltet sowie in Dynamik und Lautstärke manipuliert werden. Das Skalenrad des Empfängers ist motorisiert und kann ebenfalls digital gesteuert werden. Die Frequenzskala verfügt über eine Hintergrundbeleuchtung, die ihre Farbtemperatur wechseln kann. Damit ergibt sich eine Reihe vom audiovisuellen Parametern, die über WLAN von der KI kontrolliert werden. Um den Zeitversatz zu berücksichtigen, den die KI für Analyse und Resynthese der laufenden Programme benötigt, verfügen alle Radioempfänger über eine implementierte Latenz von drei Sekunden.